# 제33회 부산국제단편영화제
제33회 부산국제단편영화제는 2016년 4월 22일에 열린 시상식이다.

## 수상 및 후보

### 최우수작품상(국제경쟁)
- 에덴 - 안드레스 라미레즈 풀리도 수상

### 우수작품상(국제경쟁)
- 연약함 - 에밀라 지론카 수상

### 심사위원특별상(국제경쟁)
- 치유 - 로익 다스 수상

### 심사위원특별언급상(국제경쟁)
- 선생 - 샤 모 수상
- 일곱 마리의 양 - 빅토리아 시만스카 수상

### 부산 시네필 어워드(국제경쟁)
- 살인 신호등 - 데트스키 그라팜 수상

### 최우수작품상(KAFA 상)(한국경쟁)
- 사슴꽃 - 김강민 수상

### 우수작품상(한국경쟁)
- 한양빌라, 401호 - 이경원 수상

### 심사위원특별상(한국경쟁)
- 몸 값 - 이충현 수상

### 심사위원특별언급상(한국경쟁)
- 반차 - 최진영 수상
- 식물들: 자카르타 모노레일 103 - 박용석 수상

### 부산 시네필 어워드(한국경쟁)
- 몸값 - 이충현 수상

### 연기상(한국경쟁)
- 신탄진 - 박세재 수상

### 넷팩상
- 설희 - 배연희 수상

### 오퍼레이션키노(최우수작품상)
- 성옥아 - 김노을 수상

### 오퍼레이션키노(우수작품상)
- 굴다리 슈퍼 - 최현지 수상

### 국제경쟁
- 가능성들의 영역 - 크리스티나 피치
- 서바이벌 - 마소우드 하타미
- 어웨이크 - 미카엘 악트먼
- 제국 - 크리스토프 후르나에르
- 꽃 - 유디타 가물린
- 다음 세대 - 권뒤즈 세르디
- 아베 마리아 - 배질 카릴
- 황사병 - 콘스탄티나 캇츠마니
- 인공위성 - 노엘 루젠
- 사이클 7-1 - 길 바로니
- 일곱 마리의 양 - 빅토리아 시만스카
- 밥 - 마크 로슬러
- 프리즈 - 넬리시아 로우
- 발코니 - 토비 펠-홀든
- 치유 - 로익 다스
- 당나귀 - 라파엘 하이더
- 사랑 - 소피 샤무
- 예전에, 아니면 언젠가 - 다니 레시네스 외 1명
- 엄마 - 주하 히피
- 연약함 - 에밀라 지론카
- #봉기하라 - 이고르 가마 외 1명
- 언덕위의 왕 - 안 민 트뤙
- 나탈리 - 레베카 파니안
- 태양 아래서 - 치우 양
- 수두 - 풀비오 리술레오
- 모자이크 - 귀도 반 드릴
- 레이스 - 미카엘 르 메르
- 손님들 - 셰인 다니엘센
- 내 기억 어딘가에 - 칸야마 케이히로
- 사랑, 광기 그리고 죽음에 관한 어떤 이야기 - 미하엘 부스토스
- 앵그리 맨 - 야니크 달 페더슨
- 에덴 - 안드레스 라미레즈 풀리도
- 불꽃놀이 - 란 이츄
- 살인 신호등 - 데트스키 그라팜
- 염색 - 로랑 파이오
- 남쪽 마지막 문 - 사샤 파이너
- 선생 - 샤 모
- 사슴꽃 - 김강민
- 좋은 날 - 김동길
- 반차 - 최진영
- 식물들: 자카르타 모노레일 103 - 박용석
- 가향: 돌아오지 않는 길 - 김영재
- 신탄진 - 최정문
- 거미줄 - 정시온
- 전학생 - 박지인
- iLuv - 박정환
- 송곳니 - 신종훈
- 내동공간(來同空間), 남동공단 - 박군제
- 비상 - 홍상유
- 소년병 - 임보영
- 설희 - 배연희
- 몸값 - 이충현
- 한양빌라, 401호 - 이경원
- 나는 보았다 - 정해성

### 아시아 단편
- 여우가 되면 어쩌지? - 사토 미요
- 하늘이 포효하던 날 - 제이슨 이스칸다르
- 옛날 옛적에 - 잔트라야 수리용 외 1명
- 한 남자가 덕 라이스로 사별의 아픔에서 회복한다는 아주 희한한 이야기 - 개빈 얍
- 9월 28일, 맑음 - 잉 량
- 모든 것은 변한다 - 마 웨이지아
- 모든 만남은 이별을 가진다 - 왕 핑
- 음식 공장 - 장 모잉
- 그들의 바다 - 웡 웨이나
- 약 - 잉 량
- 위문 - 잉 량

### 패밀리 단편
- 달 - 파트릭 들라주 외 1명
- 마아루 - 산제이 드 실바
- 역전 - 오정석
- 프레너미 - 베라 랄리코
- 봉준호를 찾아서 - 정하림
- 고양이와 개 - 헤수스 페레스 외 1명
- 매리 그레이스 - 팸 브랜든
- 카데바 - 정연준
- 인다 치트라 - 사라 페르글리오 외 2명
- 엔드롤러스 - 요시노 코헤이

### 커튼콜
- 마마 - 다빗 피르츠할라바
- 라모나 - 안드레이 크레툴레스쿠
- 벨라도나 - 두브라브카 투리치
- 엄마들 - 마이무나 두꾸레
- 떠도는 마음 - 오드 레아 라핀
- 사운드 오브 마이 소울 - 보이체흐 바코스키
- 춤은 못 추지만 - 조안나 아르노우
- 거세된 돼지 - 라이티스 아벨 외 1명

### 오퍼레이션 키노
- 굴다리 슈퍼 - 최현지
- Who Do I Love? - 안지민
- Me and You - 김아름
- 성옥아 - 김노을
- 소원을 이루어 드립니다 - 정지수
- 헬로우, 엔젤 - 홍채영

### 주빈국 프로그램: 오스트리아
- 우아한 육체 - 피터 체르카스키
- 무시무시한 계곡 - 파울 베닝어
- 빈티지 프린트 - 지그프리드 에이. 프르아우프
- 비어 있는 - 슈스터 니키
- 더 - 빌리 로이즈 외 1명
- O.T - 마르쿠스 쉐러
- 이 벽은 도널드 저드가 만들었다 - 사샤 피어커
- 어거스트가 부르는 하바네라 - 다니엘 모쉘
- 어거스트가 부르는 까르미나 부라나 - 다니엘 모쉘
- 비디오 67b - 덱스토.오크
- 도발적인 - 커드윈 아유브
- 컬러 영화 - 게로 덴닝
- 혁명 - 제바스티안 마이어
- 모든-사람 - 윌리 도너
- 망토 - 에윱 쿠스
- 슬픈 사막 - 어떤 로봇의 이야기 - 슈테파니 빈터
- 붉은 얼룩 - 막달레나 라우리치
- 균형잡기 - 베른하르트 벵어
- 폴란드로 보낸 편지 - 욜라 비초레크
- 얼룩, 파편, 타이어 - 제바스티안 브라메스후버
- 수집광 - 스티븐 스위르코
- 모든 것이 잘 될 거야 - 패트릭 볼라쓰

### 프리퀄 오브 캐나다
- 낙오자 - 패트릭 보우차드
- 나이트 메이어 - 가이 매딘
- 노아 - 패트릭 세더버그 외 1명
- 잠재 속의 비밀번호 - 크리스 랜드레스
- 진짜 재밌는 이야기 - 에반 모건
- 네버마인드 - 진-마크 E.로이

### BISFF 토크
- 도플갱어 - 스테파니 윈터
- 슬픈 사막 – 어떤 로봇의 이야기 - 스테파니 윈터
- 네버마인드 - 진-마크 E.로이

### 클로즈 업: 애니메이션 특별전
- 유령 세포 - 앙투안 델라샬레리
- 아멜리아와 두아르테 - 앨리스 구이마라에스 외 1명
- 뭉크 대 반 고흐 - 타미 게라츠
- 내가 신이었다면 - 코델 바커
- 의자 위의 남자 - 정다희
- 킬더노이즈의 킬잇4더키즈 - 크리스 율렌스
- 저 멀리서 - 플로리안 그로릭
- 심연 - 사라 반 덴 붐
- 아빠 - 마르쿠스 아르미타지
- 미나스키 데스 플러밋 - 메튜 랜킨
- 일분 예술사 - 차오 슈
- 내 집에서 - 푸옹 마이 뉴엔
- 스파다 - 폴린느 리콜리
- 그건 내거야! - 마리얌 카시콜리니아
- 율과 뱀 - 가브리엘 아렐